# Singles 1965–1967
Singles 1963–1965 es un box set recopilatorio de los Sencillos y EP's de la banda The Rolling Stones este abarca todo lo publicado desde 1963 a 1965.  Este es uno de los últimos lanzamientos de la disquera ABKCO Records, quien tiene la licencia de los trabajos en estudio de The Rolling Stones desde 1963 a 1970, Singles 1963–1965 es el segundo de tres volúmenes consecutivos para conmemorar las versiones que no aparecen en los LP's oficiales durante esta época.
Si bien el set cuenta con réplicas de las portadas de todos los sencillos (hasta los CD son negros como emulando los vinilos), esta placa —y sus dos sucesoras, recibieron algunas críticas ya que previamente había sido publicado Singles Collection: The London Years de 1989 el cual ya incluía los sencillos de la banda.

## Lista de canciones
Todas las canciones compuestas por Mick Jagger y Keith Richards, excepto donde lo indica.
CD 1
1. "(I Can't Get No) Satisfaction" – 3:43
2. "The Under Assistant West Coast Promotion Man" (Nanker Phelge) – 3:08
3. "The Spider and the Fly" – 3:38

CD 2
1. "Get Off of My Cloud" – 2:54
2. " I'm Free" – 2:24
3. "The Singer Not The Song" – 2:22

CD 3
1. "As Tears Go By" (Jagger/Richards/Andrew Loog Oldham) – 2:45
2. "Gotta Get Away" – 2:07

CD 4
1. "19th Nervous Breakdown" – 3:57
2. "Sad Day" – 3:02

CD 5
1. "Paint It, Black" – 3:44
2. "Stupid Girl" – 2:55
3. "Long, Long While" – 3:01

CD 6
1. "Mother's Little Helper" – 2:45
2. "Lady Jane" – 3:09

CD 7
1. "Have You Seen Your Mother, Baby, Standing in the Shadow?" – 2:34
2. "Who's Driving Your Plane?" – 3:14

CD 8
1. "Let's Spend the Night Together" – 3:26
2. "Ruby Tuesday" – 3:13

CD 9
1. "We Love You" – 4:36
2. "Dandelion" – 3:48

CD 10
1. "She's a Rainbow" – 4:12
2. "2000 Light Years from Home" – 4:44

CD 11
1. "In Another Land" (Bill Wyman) – 2:53
2. "The Lantern" – 4:26